# Sbor
Sbor (bulgariska: Сбор) är ett distrikt i Bulgarien.   Det ligger i kommunen Obsjtina Pazardzjik och regionen Pazardzjik, i den centrala delen av landet, 90 km sydost om huvudstaden Sofia.
Trakten runt Sbor består till största delen av jordbruksmark. Runt Sbor är det ganska tätbefolkat, med 192 invånare per kvadratkilometer.